# El último patriarca
El último patriarca es una novela escrita por Najat El Hachmi en 2008 y publicada por la editorial Planeta. El relato está escrito en catalán (L'últim patriarca) y poco después se publicó la versión en castellano por la misma editorial. Gracias a su éxito, se publicó en siete lenguas diferentes. Ese mismo año obtuvo el Premio Ramon Llull de novela. Najat El Hachmi había aparecido pocos años antes como autora catalana con el ensayo Jo també sóc catalana de la editorial Columna.

## Tema
Se trata de una novela sobre la emigración y exilio en un escenario sociolingüístico donde tienen cabida las lenguas catalana, el rifeño, el español y el árabe. El personaje principal, hijo de las tierras rifeñas de Marruecos tiene que emigrar a Cataluña donde posteriormente se desplazará su familia. Su hija decantará sus ideales hacia la tierra destino más que en la de origen, así terminará sintiéndose más catalana que rifeña.

## Argumento
La novela cuenta la historia de un hombre, Mimoun Driouch, que vive a caballo entre dos culturas, la marroquí y la catalana. El personaje está caracterizado por una mentalidad autoritaria y déspota hasta el imposible. Esta perspectiva nos la da la visión que se hace desde los ojos de otro personaje, su hija que se niega a someterse a las imposiciones patriarcales de un hombre descentrado desde pequeño que había sido malcriado sobre todo por las mujeres de la familia. Mimoun es un obsesionado por las mujeres sin tenerles el respeto que se merecen y menos a las de su propia familia que las maltrata y las humilla con el desprecio más alto. La obra puede llegar a sorprender por un lado por las situaciones dramáticas y por otro por los toques de humor cínico que no deja indiferente al lector.
Najat El Hachi construye en esta conmovedora fábula moderna dos personajes, Mimoun y su hija, de una fuerza inusitada, que nos explica dos mundos aparentemente irreconciliables y que perdurarán en la memoria y el corazón de los lectores. 

## Najat El Hachmi

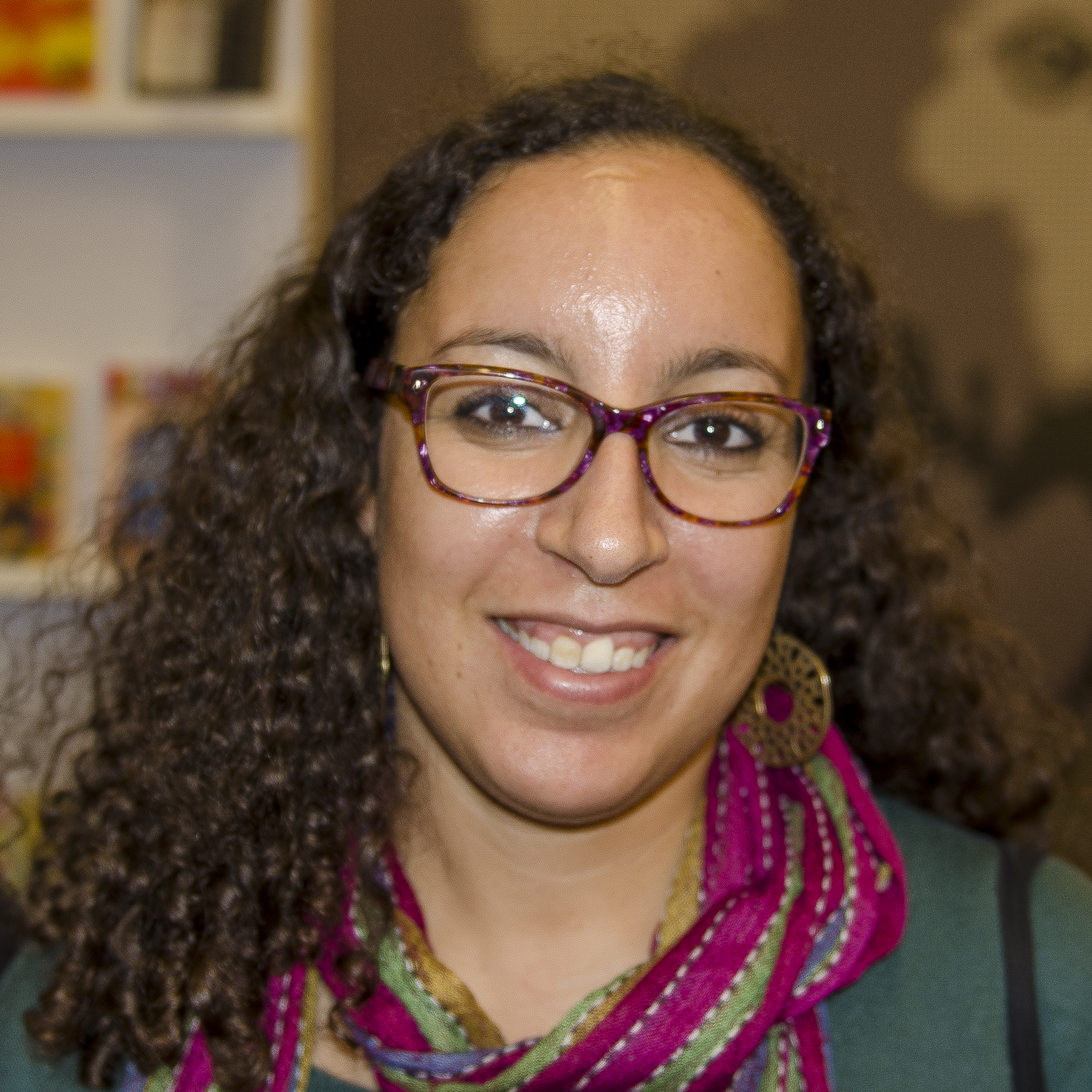

El Hachmi es una escritora española nacida en Nador, en la zona rifeña de Marruecos el 2 de julio de 1979. Se trasladó a Vic cuando tenía tan solo ocho años. Estudió filología árabe en la Universitat de Barcelona y presentó un informativo semanal en lengua amaziga en la antigua emisora Cataluña Cultura. Según ella escribe por el hecho mismo de vivir, puesto que a veces las cosas le parecen un tanto chocantes e inverosímiles que se necesita poner un orden a través de un texto para encontrarles sentido. Su vida y obra ha sido clave en la sociedad, su perspectiva de la sociedad es incluso inquietante. De pequeña ya escribía relatos y en cierta manera le servía para exteriorizar sus inquietudes.